# 기쿠치씨
기쿠치씨(菊池氏, きくち し)는 일본의 무가(武家)이자 화족(華族)이었던 씨족이다.
헤이안 시대(平安時代) 이래로 규슈(九州) 히고 국(肥後国)의 기쿠치 군(菊池郡, 구마모토 현 기쿠치 시)을 본거지로 하고 있던 호족으로, 난보쿠초 시대(南北朝時代)에는 역대 당주가 남조의 편에서 활약하였으나, 난보쿠초 합일(南北朝合同) 이후 쇠퇴하여, 센고쿠 시대 분고의 오토모 씨(大友氏)에 의해 멸망당했다.
이후 그 지류(支流)가 메라우 씨(米良氏)로 살아 남았고, 에도 시대(江戸時代)에는 바쿠후의 고다이요리아이(交代寄合)였으며, 메이지 유신(明治維新) 이후 기쿠치로 복성하여 화족으로써 남작(男爵)의 반열에 들게 되었다. 
한국의 《조선왕조실록》에는 국지전(菊池殿)으로 등장하며, 조선 태종 때부터 성종 때에 이르기까지 사신을 파견하기도 하였다.

## 개요
일본 헤이안 시대의 중관백(中関白) 후지와라노 미치타카의 아들로 다자이노곤노소치(大宰権帥) 후지와라노 다카이에(藤原隆家)의 후손이라 전승되지만, 실제로는 도이의 입구 때 다카이에와 함께 분전한 다자이후 관리로 그 전공으로 다자이노쇼니(大宰少弐), 쓰시마노카미가 된 후지와라노 마사노리(藤原政則)의 후손으로 보인다.
11세기 후반부터 히고 국 기쿠치 군(구마모토 현 기쿠치 시)의 재지 영주로써 세력을 확장하였다. 헤이안 시대 말의 겐페이 전쟁 시절의 당주 기쿠치 다카타다는 히고 일국의 도료와 같은 존재로서 기쿠치노 곤노카미(菊池権守)라고 불렸으며, 가마쿠라 시대에는 가마쿠라 막부의 고케닌에 들었고 가마쿠라 중기의 당주 기쿠치 다케후사는 몽골 습래 때에 분전했다.
1333년에는 기쿠치 다케토키가 규슈 단다이관에 쳐들어갔다가 전사했지만, 그 아들 기쿠치 다케시게가 고다이고 천황의 겐무 신정 하에서 히고노카미로 임명되었고, 이후 남북조 시대에 기쿠치 다케시게, 기쿠치 다케토시, 기쿠치 다케미쓰가 규슈의 남조측 무장으로 활약했다. 남북조 합일 후에는 기쿠치 다케토모가 히고의 슈고가 되고 기쿠치 요시유키까지 이어졌다. 센고쿠 시대에는 아소 고레나가(기쿠치 다케쓰네)와 오토모 시게하루(기쿠치 요시타케) 등이 기쿠치의 이름을 이었지만, 요시타케의 시대에 오토모 소린에 의해 멸망당했다.
요시유키의 자손은 휴가 국 메라(미야자키현 고유 군 니시메라 촌)으로 도망쳐서 이후 메라 씨를 칭하게 되었다고 한다. 메라 씨는 에도 시대에는 고다이요리아이(交代寄合, 산킨코타이를 하되, 석고 없이 히고 국 히토요시 번 사가라 씨의 부양이라는 특수한 고다이요리아이 집안이었다)에 이어 메이지 시대에 기쿠치 성으로 되돌렸으며 남작의 반열에 들었다. 

## 히고 기쿠치 씨

### 기원
중국의 역사서 《삼국지》 중의 「위지」(魏志) 제30권 오환선비동이열전 왜인조(위지 왜인전)에 등장하는 구나노쿠니(狗奴国)의 관직 · 구코치히쿠(狗古智卑狗, くこちひく)를, 그 이름으로부터 '菊池彦'로 통하는 것으로 보아, 구마모토 현 기쿠치 군과 기쿠치 씨와의 관련을 지적하는 설이 있다. 헤이안 시대 초기에 편찬된 칙찬(勅撰) 사서인 《속일본기》에는 몬무 천황 2년 5월 갑신(698년 7월 8일)의 조에 "다자이후에 영하여 오노, 기이, 기쿠치, 이 세 성을 수리하게 하였다"(令大宰府繕治大野基肄鞠智三城)의 기술이있다. 또한 나라 시대의 덴표쇼호 원년 11월 3일(749년 12월 16일)에 나라 도다이지가 오야케노 가제마로(大宅可是麻呂)로부터 진상받은 61명의 노비를 기록한 『노비첩』(奴婢帖)에는 "우쿄 4조 4방 호주 기쿠치 다리히토"(右京四條四坊戸主鞠智足人)의 이름이 보인다. 헤이안 시대 중기인 조헤이 연간(931년 - 938년)에 편찬된 사전 《화명류취초》에는 이 지명을 '久々知'라고 주석을 붙이고 있어, 상대에서 고대에 걸쳐 이 지역은 '久々知'라고 읽고 '鞠智'로 표기하고 있었다는 것을 알 수 있다. 고호 4년(967년)에 시행된 《엔기시키》에 이미 '기쿠치'(菊池)라는 기재가 있어 이 시점에는 '鞠智'를 '菊池'라고 이른바 가자(佳字)를 맞추고 있는 것으로 여겨진다.
기쿠치 씨는 간닌 3년(1019년)의 도이의 입구에 공적이 있던 다자이노곤노소치 후지와라노 다카이에(藤原隆家)의 손자라는 후지와라노 노리타카가 히고 국으로 낙향, 그곳에 토착하여 후지와라 성(후지와라 북가)을 자칭하고 각종 족보도 이에 따른 내용이 있지만,{{Efn|「菊池系図」(『続群書類従』巻第151 수록), 「菊池系図」(『菊池風土記』 수록), 『筑後菊池諸系図』, 『菊池伝記』 등에서는 후지와라노 다카이에의 후예라고 했다. 한편으로 다카이에의 형제인 다카무네(隆宗, 『尊卑分脈』 등의 각종 계도에는 게재가 되어 있지 않아서 실존 인물이 아니라고 보기도 한다)의 후예라고 하는 계도(『上妻系図』)나, 형 고레치카(伊周)의 후예라고 한 계도(『草野系図』, 山本村 観興寺 소장)도 있고, 난보쿠초 시대 말기에 기쿠치 다케토모(菊池武朝)가 일본 조정에 올린 『菊池武朝申状』에는 그냥 「道隆四代後胤、太祖大夫将監則隆」라고만 하고 있듯이 당초에는 다카이에의 후예라고 칭하기는 했어도 구체적으로 미치타카(道隆)의 어느 자식의 후예인가는 명확하지 않았다고 여겨진다.  1959년 일본의 사학자 시카 마사카즈(志方正和)는 문신이 남긴 일기나 《겐지모노가타리》를 연구한 결과 후지와라노 다카이에의 후예로 자처한 것은 가모(仮冒) 즉 족보 가탁이며, 후지와라노 다카이에의 부하로 다자이노쇼니였던 노리타카(則隆)의 아버지 후지와라노 마사노리(藤原政則)라는 인물에 대해 히고 국 거주자로 기술되어있는 것을 들어, 마사노리-노리타카 부자의 대인 1070년경 기쿠치 주변에 토착했다는 설을 발표하였으며, 이 이론은 현재까지도 유력하다.  이러한 출자에 대해, 오타 아키라(太田亮)가 주창한 대대로 다자이후의 관리를 지낸 기 성(紀姓)을 쓰는 지방 호족이라는 설, 스즈키 마토시(鈴木真年)가 주장한 백제 왕족 출신의 도래인으로 귀실복신의 후예라는 설 또는 구나노쿠니의 관리 · 구코치히쿠(狗古智卑狗: 菊池彦)의 후예라는 설, 고대 기쿠치(鞠智, 쿠쿠치: 산기슭의 골짜기에서 평야에 나오는 입구) 족 후예 설, 미나모토노 쓰네모토의 후예라는 겐지설 등 다양한 설이 있다.
최근 마사노리의 첫 이름이 모토사다(基定)라고 기록된 족보와 유서가 공개되어 이를 다카이에의 다섯째 아들 · 모토사다(히젠노카미 종5위하)라는 학설과 함께, 다카이에에게는 종5위하 우근장감 '노리타다'(則忠), 종5위하 무부소보(武部少輔) '노리무네'(則宗), 종5위하 히젠노카미 '다케시게'(武重) 이렇게 세 명의 동생이 있었던 것으로 나타났다.

### 겐페이 대립 시대
인세이 시대 전국의 소재지 지배층은 빠짐없이 중앙의 유력자에 그들의 장원을 기부하고 그 비호를 받아 인의 무사로 세력을 확장하려 했다. 4대 기쿠치 쓰네무네 · 5대 기쿠치 쓰네타다가 도바인의 무사로 기록되어 있는 것으로도, 기쿠치 씨가 그 예에 누락되지 않은 것으로 추정된다. 이때까지 기쿠치 씨 일족 가운데서 재지 지명을 자칭하는 사람이 나타나 기쿠치 씨 일족이 히고 국의 재지 세력으로 정착하고 확산해 나갔다는 것을 알 수 있다.
헤이케 대두 이후 송과의 무역에 힘을 쏟았던 다이라노 기요모리가 히고노카미(肥後守)로 취임하는 등, 헤이케에 의한 히고 국 통제가 강화되자 기쿠치 씨는 헤이케의 게닌으로 전락했지만, 지쇼 4년(1180년) 미나모토노 요리토모가 헤이케 타도의 군사를 일으킨 이듬해인 요와 원년(1181년) 6대 기쿠치 다케타다는 요와의 난이라고 불리는 사건을 일으켜 헤이케에 도전했다. 그러나 다케타다는 이듬해 다이라노 사다요시(平貞能)가 이끄는 토벌군에 항복 이후, 헤이케의 게닌(家人)으로 겐페이 전쟁(겐페이 전쟁)에 참전했지만, 단노우라 전투에 이르러 겐지로 돌아서서 고케닌에 이름을 올렸다. 그러나 겐지와 헤이케 사이를 이래저리 오갔던 그것을 미나모토노 요리토모는 믿지 않았고, 다카이에에 대한 은상은 슈고에 임명된 쇼니씨와 오토모 씨 · 시마즈씨에 비하면 한참 뒤떨어져 있었고 오히려 많은 간토 계통의 고케닌들이 본거지 주위에 배치되어 그 견제를 받았다.

### 가마쿠라 시대
8대 기쿠치 요시타카는 조큐의 난에서 고토바 상황측에 가담했다가 호조 요시토키에 의해 영지를 삭감당하였다. 호조씨가 장악한 가마쿠라 막부는 조큐의 난 이후 규슈 단다이를 설치하여 사이고쿠를 제압하였다. 10대 기쿠치 다케후사는 몽골의 일본 공격 때, 가마쿠라 막부에 의해 하카타로 소집되어 일족의 노토(郎党)를 이끌고 몽골군과 전투를 벌여 격퇴하였다.
기쿠치 씨는 전통적으로 겐페이 세력과 일정한 거리를 유지하면서 재지 세력의 용기와 의지를 보여왔지만, 가마쿠라 막부의 쇠퇴가 눈에 띄게 드러나자 조정과의 관계를 깊게 했다. 12대 기쿠치 다케토키는 고다이고 천황의 윤지에 따라 1333년(겐코 3년/쇼쿄 2년) 아소 고레타다 · 쇼니 사다쓰네 · 오토모 사다무네를 초대 규슈 단다이 호조 히데토키를 하카타에서 맞아 싸웠으나, 사다쓰네 · 사다무네의 배신에 의해 선전하지 못하고 허무하게 규슈 단다이 관내에서 전사했다.
다케토키의 뜻은 적남 13대 기쿠치 다케시게에게로 이어졌고, 겐무 신정 성립 후, 구스노키 마사시게의 추천도 있어 히고노카미(肥後守)에 임명되었다. 다케토키의 무공은 높게 평가되고, 그 서자 기쿠치 다케시게 · 기쿠치 다케즈미 · 기쿠치 다케토시 등도 관위와 관직을 받았다.

### 남북조 시대
아시카가 다카우지가 겐무 신정에서 이탈해 반기를 들자, 다케시게는 고다이고 천황을 가까이서 받들고 일본 각지를 전전하였다. 다케시게가 간토에서 싸우고 있을 무렵 교토에서 쫓겨난 다카우지가 규슈로 도망쳐 왔고, 쇼니 사다쓰네의 아들 쇼니 요리히사가 다카우지를 아카마세키로 맞이하러 나온 틈에 다케시게의 동생 기쿠치 다케토시는 다자이후의 사다쓰네를 쳐서 멸망시켰다.
겐무 2년(1335년) 기세가 오른 다케토시는 아소 고레타다 · 아키즈키 다네미치 · 가마치 다케히사 · 호시노 이에요시 등을 꾀어 다타라하마 전투에서 아시카가 측과 싸웠으나 패하고 기쿠치로 퇴각했다. 다카 우지가 교토로 치고 올라가자 다케토시는 다시 봉기하여 아시카가측에 반항했다. 또한 교토를 탈출한 다케시게는 1337년(남조 : 엔겐 2년, 북조 : 겐무 4년) 돌아와서 다케토시와 합류, 아시카가측의 잇시키 노리우지 · 쇼니 요리히사와 싸웠다. 이로써 규슈도 남북조 전란에 말려들게 된다.
다케시게 · 다케토시 형제 사후 키쿠치 씨 세력은 침체기를 맞이했지만, 남조 · 고다이고 천황의 황자 가네요시 친왕이 1339년(남조 : 엔겐 4년 북조 : 랴쿠오 2년) 정서장군으로 규슈로 내려왔다. 중간 이요국에 체류하던 가네요시 친왕은 우쓰노미야 사다야스를 데리고 1341년(남조 : 오코쿠 2년 북조 : 랴쿠오 4년) 사쓰마 다니야마에 상륙, 1343년 (남조 : 오코쿠 4년/북조 :고에이 2년) 히고 국의 우도(宇土)에서 15대 기쿠치 다케미쓰의 환영을 받았다. 가네요시 친왕은 아소 고레즈미의 본거지 미후네를 통해 와이후 성으로 입성했다.
이때 중앙에서 쇼군 다카우지와 동생 아시카가 다다요시 사이에 갈등이 깊어지고, 1349년(남조 : 쇼헤이 4년, 북조 : 조와 5년) 다다요시의 양자(이자 쇼군 다카우지의 서자) 아시카가 다다후유가 규슈로 낙향하여 왔기 때문에, 규슈의 정세는 삼파전으로 전개되었다. 잠시 이러한 삼파전 양상이 이어졌지만 1351년 (남조 : 쇼헤이 6년 북조 : 간노 2년) 다다요시의 실각으로 다다후유가 규슈를 떠나면서 득세하게 된 가네요시 친왕은 1358년(남조 : 쇼헤이 13년/북조 : 엔분 3년) 다케미쓰와 그 형제 다케요시 · 다케즈미 등의 부추김으로 다자이후를 공략했다. 이후 다자이후에 정서부가 설치되어 규슈에서 공공 기관의 모습을 보이고 있었다.
한편, 화가 치민 막부는 1371년(남조 : 겐토쿠 2년, 북조 : 오안 4년)에 새롭게 이마가와 사다요를 규슈 단다이에 임명했다. 다케미쓰는 사다요와 싸웠으나 이기지 못하였고 이듬해에는 다자이후를 잃었다. 이런 가운데 다케미쓰와 16대 기쿠치 다케마사가 차례로 사망하고, 17대 기쿠치 다케토모가 뒤를 이었으나, 1377년(남조 : 덴주 3년, 북조 : 에이와 3년)의 니나우치 전투에서 북조에 대패하는 등 다시금 패전을 거듭하여 1381년 (남조 : 고와 원년/북조 : 에이토쿠 원년)에 본거지에서 쫓겨나기에 이른다.
그리고 1392년(메이토쿠 3년)의 남북조 합일을 계기로 다케토모는 아소고레마사와 함께 료슌과 화목하게 되었다.

### 무로마치 시대
18대 기쿠치 가네토모는 그렇게까지 무로마치 막부에 충실한 자는 아니었지만, 기존의 슈고 아소 씨가 아소 군밖에 세력이 미치지 못하고 있는 실정을 본 무로마치 막부는 가네토모를 슈고에 임명했다. 다음 19대 기쿠치 모치토모 시대에는 오우치 씨와 함께 무로마치 막부에 반항적인 쇼니 씨 · 오토모 씨와 싸우고 오토모 씨가 가지고 있던 지쿠고 슈고 직을 받았다. 그런데 20대 기쿠치 다메쿠니의 대에 오토모 씨가 막부로부터 사면되어 지쿠고는 오토모 씨와 기쿠치 씨의 반국수호가 되었고, 이에 반발한 다메쿠니였으나 오토모 씨와 싸웠다는 이유로 막부의 분노를 샀고 이번에는 기쿠치 씨가 지쿠고 슈고 직을 빼앗기고 말았다.
한편, 기쿠치 씨의 본국인 히고에서도 아소 군은 전의 슈고인 아소 씨가 아소 대궁사라는 입장을 이용하여 이 군을 장악하고 있으며, 기쿠치 씨의 세력은 소국 지방에 침투해 있을 뿐이었다. 구마 군 과 아시키타 군도 가마쿠라 초기 이래의 영주인 사가라 씨가 장악하고 있었으며, 내란 때에 기쿠치 씨의 안도를 얻었다고는 하지만 원칙적으로 자립한 존재였다. 그리고 야쓰시로 군을 지배하고 있던 나와(名和)씨도 기쿠치 씨와는 오랜 기간 남조측에 서서 싸워 온 관계로 기쿠치 씨와 함께 무로마치 막부를 따르게 된 후에도 독립적인 존재로 남아 있었다(우도 군을 지배하는 우도 씨가 멸망하고 해당 군도 합병되었다). 기쿠치 씨가 슈고로써 확실하게 지배할 수 있는 지역은 아마쿠사 군과 '국중'으로 불리는 7군(타마 · 야마모토 · 야마 · 기쿠치 · 아키타 · 다쿠마託磨 · 마스지로益城 각 군) 및 지쿠고 슈고 시대에 영향권 아래에 들어간 지쿠고의 일부 지역에 한정되어 있었고, 그나마도 후술할 내분으로 축소되게 된다.

### 기쿠치 씨의 종언
아버지인 18대 기쿠치 가네토모를 이어 당주에 오른 19 대 기쿠치 모치토모 시절부터 기쿠치 씨 일족은 가독을 둘러싼 다툼이 벌어지고 있었는데, 20대 기쿠치 다메쿠니의 동생으로 우도 씨의 양자가 되어 있던 우도 다메미쓰가 조카인 21대 당주 기쿠치 시게토모를 향해 분메이 16년(1484년) 거병하였다. 다메미쓰는 이때 패하였으나 시게토모가 사망한 뒤인 분키 원년(1501년) 다시 거병했다. 다메미쓰에게 쫓겨난 22대 당주 기쿠치 요시유키(菊池能運)는 아리마 씨를 의지하여 다마나를 거쳐 시마바라로 달아났고, 이듬해인 분키 2년(1502년) 죠 시게미네 · 구마베 유키하루 등과 호응하여 다메미쓰를 자결로 몰아갔다. 그러나 요시유키는 전쟁에서 입은 부상으로 에이쇼 원년(1504년) 불과 23세의 나이로 사망하고 말았고, 이후 기쿠치 씨의 상속자는 서류(庶流)에서 배출되게 되었으며, 이마저도 가독 계승이 아소 씨와 오토모 씨의 방해로 차단되어, 이렇게 기쿠치 씨는 멸망하였다.
요시유키 사후 히고 국에서는 하극상이 난무하는 전국 시대로 돌입하게 되는데, 기쿠치 씨가 소유했던 영지는 기쿠치 삼가로(菊池三家老)라 불리던 아카보시 씨 · 죠 씨 · 구마베 씨 등의 영지가 되었다.

### 비고
남북조 시대에 기쿠치 일족은 고다이고 천황의 남조측에 서 있었다. 고다이고 천황이 요시노 산에서 남조를 열고 교토 조정(북조)와 요시노 조정(남조)이 병립하는 남북조 시대에 고다이고 천황은 다카요시 친왕과 쓰네요시 친왕 등을 닛타 요시사다에게 맡겨 호쿠리쿠로 보냈고, 이밖에도 가네요시 친왕을 정서장군으로 임명하여 규슈로 보내고, 무네요시 친왕을 동국에, 노리요시 친왕을 무쓰 국으로 보내는 등 각지에 자신의 왕자를 보내 북조에 대항하려 했다.
기쿠치 씨가 멸망 후 히고 국의 호족 메라 씨가 기쿠치 요시유키의 아들 메라 시게쓰구(米良重次)의 후예를 자칭하여 에도 시대에 교다이요리아이(交代寄合)에 오르게 되었다. 메라 씨는 산킨코타이를 하였으나 석고가 없이 히고 국 히토요시 번 사가라 씨의 부양이라는 특수한 교체寄合집이었다.
메이지 시대가 되어 기쿠치 성으로 복귀하고 남작의 반열에 오르게 되었다. 쇼와 초기에 "아시카가 다카우지를 재평가할 필요가 있다"는 발언을 했던 나카지마 구마키치(中島久万吉) 상공장관과 천황기관설을 주창한 미노베 다쓰키치 귀족원 의원을 각각 "황실에 불충하는 자"로 규탄하여 기어이 사직하게 만든 기쿠치 다케오가 기쿠치 집 남작이다. 또한 기쿠치의 서류 계총인 야시로 씨의 12대 당주 다카야(隆屋)는 일족과 노토(郎党)을 데리고 휴가 국의 다이묘인 기타하라 씨에 의지하여, 새로운 본거지로 삼은 마사키인의 지명을 따서 오코비라(大河平)로 성을 바꾸었고, 기타하라 씨가 멸망한 뒤에는 사쓰마 시마즈 씨의 가신이 되어, 사쓰마 번사로 살아남았다.
다른 서류로 사이고 씨가 있는데, 쇼군 도쿠가와 히데타다의 생모 사이고노 쓰보네, 아이즈 번의 가로 사이고 다노모(西郷頼母), 사쓰마 번의 하급 무사로써 메이지 유신의 삼걸로 꼽히는 사이고 다카모리는 모두 기쿠치 씨로부터 나온 이들이 된다.
그 외 미야자키현 고유 군 니시메라 촌, 군마현 이세사키 시 기타센기 정 , 미나미센기 정 등에도 기쿠치 성을 가진 사람을 찾아 볼 수 있다.

### 역대 당주
1. 후지와라노 노리타카(藤原則隆)
2. 후지와라노 쓰네타카(藤原経隆)
3. 후지와라노 쓰네요리(藤原経頼)
4. 기쿠치 쓰네무네(菊池経宗)
5. 기쿠치 쓰네타다(菊池経直)
6. 기쿠치 다카타다(菊池隆直)
7. 기쿠치 다카사다(菊池隆定)
  - 기쿠치 다카쓰구(菊池隆継)
8. 기쿠치 요시타카(菊池能隆)
9. 기쿠치 다카야스(菊池隆泰)
10. 기쿠치 다케후사(菊池武房)
  - 기쿠치 다카모리(菊池隆盛)
11. 기쿠치 도키타카(菊池時隆)
12. 기쿠치 다케토키(菊池武時)
13. 기쿠치 다케시게(菊池武重)
14. 기쿠치 다케히토(菊池武士)
15. 기쿠치 다케미쓰(菊池武光)
16. 기쿠치 다케마사(菊池武政)
17. 기쿠치 다케토모(菊池武朝)
18. 기쿠치 가네토모(菊池兼朝)
19. 기쿠치 모치토모(菊池持朝)
20. 기쿠치 다메쿠니(菊池為邦)
21. 기쿠치 시게아키라(菊池重朝)
22. 기쿠치 요시유키(菊池能運)
23. 기쿠치 마사타카(菊池政隆)
24. 기쿠치 다케쓰네(菊池武経) - （아소씨)
25. 기쿠치 다케카네(菊池武包) - （다쿠마 씨）
26. 기쿠치 요시타케(菊池義武) - (오토모 씨)

### 내용주
1. ↑  지쿠젠(筑前)의 쇼니 씨(少弐氏)에 출사하였다.
2. ↑  마사노리는 다카이에의 지휘 아래 분전했던 마사노리(蔵規, まさのり)와 동일인물이라고 하며, 후지와라노 사네스케(藤原実資)의 목사(牧司)나 다자이후다이칸(太宰大監) ・ 쓰시마노카미(対馬守) 등을 역임하고 후지와라노 사다토(藤原定任) 살해 혐의로 추포되었다는 것도 기술되어 있다.
3. ↑  (太田 1963)에서는 기쿠치는 예전에는 구쿠치(久々知)로 읽었음을 근거로 구쿠치 성(久々智姓, 『신찬성씨록』(新撰姓氏録) 셋쓰(摂津)의 황별(皇別)로 아베 씨(阿部氏)와 조상이 같다고 했다)와의 관계도 시사하고 있다.